# Saut à ski aux Jeux olympiques de 2022
Navigation
Pyeongchang 2018 Milan-Cortina 2026
Les épreuves de saut à ski aux Jeux olympiques d'hiver de 2022 ont lieu en Chine du 5 au 14 février 2022 au Ruyi des neiges du Centre de ski nordique et de biathlon près de Zhangjiakou. 
Une nouvelle épreuve de petit tremplin par équipes mixtes est introduite ; cette compétition se déroule sur le tremplin normal, avec un enchaînement femme-homme-femme-homme.

## Qualifications
Au total, 105 athlètes peuvent se qualifier pour participer aux épreuves de saut a ski (65 hommes et 40 femmes). Une nation peut inscrire un maximum de 5 hommes et 4 femmes.
Pour les épreuves individuelles, les athlètes sont éligibles à partir d'un classement cumulé de la Coupe du monde de la FIS et du Grand Prix d'été sur deux saisons, à savoir du 1er juillet 2020 au 16 janvier 2022. Dès qu'un CNO atteint le quota maximum de cinq hommes et quatre femmes, ses autres représentants ne sont plus pris en compte.
Après attribution des 60 places de qualification pour les hommes, et dans l'éventualité où il y aurait moins de 12 CNO ayant quatre athlètes qualifiés, le CNO ayant encore des athlètes admissibles sur la liste d'attribution des places de qualification olympique et possédant trois places de qualification se verra allouer une place supplémentaire afin qu'il puisse participer à l'épreuve masculine par équipes. Cette attribution se poursuivra jusqu'à ce qu'il y ait 12 CNO ayant quatre concurrents admissibles.
Pour participer à l'épreuve par équipe mixte, chaque nation doit qualifier deux athlètes masculins et deux athlètes féminines. Cependant, si le pays hôte n'a pas les deux athlètes masculins requis, il peut utiliser des compétiteurs qui se sont qualifiés en combiné nordique.

## Calendrier
| Heure | Horaire local de l'épreuve (UTC +9) Heure de Paris (UTC +1) |

| Épreuves ou évènements | Épreuves ou évènements | Journées de compétition | Journées de compétition | Journées de compétition | Journées de compétition | Journées de compétition | Journées de compétition | Journées de compétition | Journées de compétition | Journées de compétition | Journées de compétition | Journées de compétition |
| Épreuves ou évènements | Épreuves ou évènements | S                       | D                       | L                       | M                       | M                       | J                       | V                       | S                       | D                       | L                       | M                       |
| Épreuves ou évènements | Épreuves ou évènements | 5                       | 6                       | 7                       | 8                       | 9                       | 10                      | 11                      | 12                      | 13                      | 14                      | 15                      |
| Épreuves ou évènements | Épreuves ou évènements | Février 2022            |                         |                         |                         |                         |                         |                         |                         |                         |                         |                         |
|                        |                        |                         |                         |                         |                         |                         |                         |                         |                         |                         |                         |                         |
| Hommes                 |                        |                         |                         |                         |                         |                         |                         |                         |                         |                         |                         |                         |
| Tremplin normal        | 14:20 7:20             | 19:00 12:00             |                         |                         |                         |                         |                         |                         |                         |                         |                         |                         |
| Grand tremplin         |                        |                         |                         |                         |                         |                         | 19:00 12:00             | 19:00 12:00             |                         |                         |                         |                         |
| Par équipe             |                        |                         |                         |                         |                         |                         |                         |                         |                         |                         | 19:00 12:00             |                         |
|                        |                        |                         |                         |                         |                         |                         |                         |                         |                         |                         |                         |                         |
| Femmes                 |                        |                         |                         |                         |                         |                         |                         |                         |                         |                         |                         |                         |
| Tremplin normal        | 18:45 11:45            |                         |                         |                         |                         |                         |                         |                         |                         |                         |                         |                         |
|                        |                        |                         |                         |                         |                         |                         |                         |                         |                         |                         |                         |                         |
| Mixtes                 |                        |                         |                         |                         |                         |                         |                         |                         |                         |                         |                         |                         |
| par équipe             |                        |                         | 19:45 12:45             |                         |                         |                         |                         |                         |                         |                         |                         |                         |

## Résultats

### Hommes
| Épreuves                               | Or                                                         | Or        | Argent                                              | Argent    | Bronze                                                                    | Bronze    |
| -------------------------------------- | ---------------------------------------------------------- | --------- | --------------------------------------------------- | --------- | ------------------------------------------------------------------------- | --------- |
| HS 106 résultats détaillés             | Ryōyū Kobayashi (JAP)                                      | 275,0 pts | Manuel Fettner (AUT)                                | 270,8 pts | Dawid Kubacki (POL)                                                       | 265,9 pts |
| HS 140 résultats détaillés             | Marius Lindvik (NOR)                                       | 296,1 pts | Ryōyū Kobayashi (JAP)                               | 292,8 pts | Karl Geiger (GER)                                                         | 281,3 pts |
| HS 140 par équipes résultats détaillés | Autriche Stefan Kraft Daniel Huber Jan Hörl Manuel Fettner | 942,7 pts | Slovénie Lovro Kos Cene Prevc Timi Zajc Peter Prevc | 934,4 pts | Allemagne Constantin Schmid Stephan Leyhe Markus Eisenbichler Karl Geiger | 922,9 pts |

### Femmes
| Épreuves                   | Or                 | Or        | Argent                  | Argent    | Bronze             | Bronze    |
| -------------------------- | ------------------ | --------- | ----------------------- | --------- | ------------------ | --------- |
| HS 106 résultats détaillés | Urša Bogataj (SLO) | 239,0 pts | Katharina Althaus (GER) | 236,8 pts | Nika Križnar (SLO) | 232,0 pts |

### Mixtes
| Épreuves                                      | Or                                                       | Or          | Argent                                                            | Argent    | Bronze                                                                        | Bronze    |
| --------------------------------------------- | -------------------------------------------------------- | ----------- | ----------------------------------------------------------------- | --------- | ----------------------------------------------------------------------------- | --------- |
| HS 106 par équipes mixtes résultats détaillés | Slovénie Nika Križnar Timi Zajc Urša Bogataj Peter Prevc | 1 001,5 pts | ROC Irma Makhinia Danil Sadreïev Irina Avvakoumova Evgeniy Klimov | 890,3 pts | Canada Alexandria Loutitt Matthew Soukup Abigail Strate MacKenzie Boyd-Clowes | 844,6 pts |

## Tableau des médailles
| Rang  | Pays      | Médaille d'or, Jeux olympiques | Médaille d'argent, Jeux olympiques | Médaille de bronze, Jeux olympiques | Total |
| 1     | Slovénie  | 2                              | 1                                  | 1                                   | 4     |
| 2     | Autriche  | 1                              | 1                                  | 0                                   | 2     |
| 2     | Japon     | 1                              | 1                                  | 0                                   | 2     |
| 4     | Norvège   | 1                              | 0                                  | 0                                   | 1     |
| 5     | Allemagne | 0                              | 1                                  | 2                                   | 3     |
| 6     | ROC       | 0                              | 1                                  | 0                                   | 1     |
| 7     | Pologne   | 0                              | 0                                  | 1                                   | 1     |
| 7     | Canada    | 0                              | 0                                  | 1                                   | 1     |
| Total | Total     | 5                              | 5                                  | 5                                   | 15    |